# Joris Mathijsen
Joris Mathijsen, né le 5 avril 1980 à Goirle aux Pays-Bas, est un footballeur international néerlandais qui évolue au poste de défenseur central.

## Biographie

### En club
Né à Goirle aux Pays-Bas, Joris Mathijsen commence le football avec le club local du VOAB Goirle avant d'être repéré par le Willem II Tilburg, qu'il rejoint en 1989 et où il fait toute sa formation de footballeur. Le 27 février 1999, Mathijsen joue son premier match en professionnel, à l'occasion d'une rencontre de championnat face au FC Utrecht. Il entre en jeu à la place de Yassine Abdellaoui et son équipe s'impose par un but à zéro.
Le 23 août 2006, Joris Mathijsen s'engage en faveur du club allemand du Hambourg SV.
Lors de l'été 2011, Joris Mathijsen rejoint l'Espagne pour s'engager en faveur du Málaga CF. Le transfert est annoncé le 16 juin 2011 et il signe un contrat de deux ans,. Il explique son choix de quitter Hambourg, un club où il se sentait bien, notamment en raison des nombreux changements dans la direction du club allemand (Mathijsen aura joué en tout pour sept managers différents en cinq ans au HSV), estimant également ne pas pouvoir refuser l'offre de Málaga.
Le 10 août 2012, Joris Mathijsen fait son retour aux Pays-Bas en s'engageant en faveur du Feyenoord Rotterdam. Il signe un contrat de trois ans, soit jusqu'en juin 2015. Mathijsen joue peu durant la saison 2014-2015, la dernière de son contrat, et il n'est pas conservé par le Feyenoord à l'été 2015.

### En équipe nationale
Joris Mathijsen est convoqué pour la première fois avec l'équipe nationale des Pays-Bas en novembre 2004 par le sélectionneur Marco van Basten. Il honore ainsi sa première sélection le 17 novembre 2004 contre Andorre. Il entre en jeu à la place de Phillip Cocu et les Pays-Bas s'imposent par trois buts à zéro ce jour-là.
Mathijsen participe à la Coupe du monde 2006 en Allemagne avec l'équipe des Pays-Bas de football ainsi qu'à l'Euro 2008 en Suisse et en Autriche.
En concurrence avec notamment Wilfred Bouma, Mathijsen parvient à s'imposer durablement dans la défense centrale des Oranje à partir de 2008, alors que sa présence en tant que titulaire a parfois été contestée auparavant.
En mai 2010 il est retenu par le sélectionneur Bert van Marwijk afin de participer à la Coupe du monde 2010 en Afrique du Sud. En raison de blessure, Joris n'a pas joué les quarts de finale face au Brésil, qui s'était incliné 2-1.

## Palmarès
- 84 sélections et 3 buts en équipe nationale depuis 2004
- Finaliste de la Coupe du monde 2010 avec les Pays-Bas

### Buts en sélection
| Buts en sélection de Joris Mathijsen | Buts en sélection de Joris Mathijsen | Buts en sélection de Joris Mathijsen | Buts en sélection de Joris Mathijsen | Buts en sélection de Joris Mathijsen | Buts en sélection de Joris Mathijsen | Buts en sélection de Joris Mathijsen    |
| #                                    | Date                                 | Lieu                                 | Adversaire                           | Score                                | Résultats                            | Compétitions                            |
| ------------------------------------ | ------------------------------------ | ------------------------------------ | ------------------------------------ | ------------------------------------ | ------------------------------------ | --------------------------------------- |
| 1                                    | 2 septembre 2006                     | Stade Josy Barthel, Luxembourg       | Luxembourg                           | 1-0                                  | 1-0                                  | Éliminatoires Euro 2008                 |
| 2                                    | 7 février 2007                       | Amsterdam Arena, Amsterdam           | Russie                               | 3-1                                  | 4-1                                  | Match amical                            |
| 3                                    | 11 octobre 2008                      | De Kuip, Rotterdam                   | Islande                              | 1-0                                  | 2-0                                  | Éliminatoires de la Coupe du monde 2010 |